# Psalidomyrmex reichenspergeri
Psalidomyrmex reichenspergeri is een mierensoort uit de onderfamilie van de Ponerinae. De wetenschappelijke naam van de soort is voor het eerst geldig gepubliceerd in 1913 door Santschi.